# Піштанка
Пішта́нка (рос. Пиштанка, марій. Пиштан) — присілок у складі Марі-Турецького району Марій Ел, Росія. Входить до складу Хлібниковського сільського поселення.

## Населення
Населення — 10 осіб (2010; 51 у 2002).
Національний склад (станом на 2002 рік):
- росіяни — 72 %